# Zemský okres Neuburg-Schrobenhausen
Zemský okres Neuburg-Schrobenhausen (německy Landkreis Neuburg-Schrobenhausen) je okres v německé spolkové zemi Bavorsko, ve vládním obvodě Švábsko. Sídlem okresu je město Neuburg an der Donau. V roce 2014 zde žilo 93 505 obyvatel.

## Města a obce
| Města                                                                                               | Obce |
| --------------------------------------------------------------------------------------------------- | --- |
| 1. Neuburg an der Donau 2. Schrobenhausen Obce s tržním právem (Markt) 1. Burgheim 2. Rennertshofen | 1. Aresing 2. Berg im Gau 3. Bergheim 4. Brunnen 5. Ehekirchen 6. Gachenbach 7. Karlshuld 8. Karlskron 9. Königsmoos 10. Langenmosen 11. Oberhausen 12. Rohrenfels 13. Waidhofen 14. Weichering |

## Sousední okresy
| Růžice kompasu | Dunaj-Ries                          |  | Eichstätt               | Růžice kompasu |
| Růžice kompasu | Sever                               |  |                         | Růžice kompasu |
| Růžice kompasu | Zemský okres Neuburg-Schrobenhausen |  |                         | Růžice kompasu |
| Růžice kompasu | Jih                                 |  |                         | Růžice kompasu |
| Růžice kompasu | Aichach-Friedberg                   |  | Pfaffenhofen an der Ilm | Růžice kompasu |